# Rainer Bonhof
Rainer Bonhof (Emmerich am Rhein, 1952. március 29. –) világ- (1974) és kétszeres Európa-bajnok (1972, 1980) német labdarúgó, az NSZK válogatottjában 53 alkalommal szerepelt.

## Pályafutása

### Klubcsapatban
Pályafutását a SuS Emmerich utánpótláscsapatában kezdte 1963-ban. 1970-ben a Borussia Mönchengladbachhoz került. Részese volt a Borussia 1970-es évekbeli sikeres csapatának, mellyel négy bajnokságot (1970–71, 1974–75, 1975–76, 1976–77), egy német kupát (1973) és egy UEFA-kupát (1975, 1979) nyert. A Borussia Mönchengladbach színeiben szerepelt még az 1977-es Liverpool elleni BEK döntőben is, de ekkor vereséget szenvedett csapatával. Összesen 231 mérkőzésen szerepelt a Mönchengladbachban és 42 gólt szerzett. 1978-ban a spanyol Valencia igazolta le, ahol 1980-ig játszott. Ezalatt csapatával megnyerte a spanyol kupát (1979) és az UEFA-kupát (1980). 1980-ban visszaigazolt a Bundesligaba az 1. FC Köln együtteséhez. A Kölnben eltöltött három szezon alatt hatvan mérkőzésen kapott lehetőséget és 14 alkalommal talált az ellenfelek kapujába. 1983-ban még hat mérkőzésen segítette a Hertha BSC csapatát, de egy térdsérülés következtében még ebben az évben befejezte játékos pályafutását.

### A válogatottban
Az NSZK válogatottjában 1972-ben mutatkozott be. Tagja volt az 1972-es Európa-bajnokságon győztes válogatottnak, rá két évre pedig világbajnoki címet szerzett az NSZK-ban rendezett 1974-es világbajnokságon. A keret legfiatalabb játékosa volt és a hollandok elleni döntőben az ő átadásából szerezte Gerd Müller a németek második és egyben győztes gólját. Az 1976-os Európa-bajnokságon az egyik legjobb teljesítményt nyújtó játékos volt. Az 1978-as világbajnokságon minden mérkőzésen pályára lépett, a németek ekkor Ausztria elleni vereség után búcsúztak a második csoportkörben. Az 1980-as Eb keretébe ugyan beválogatták, de sérülés miatt nem játszott. 1981. január 7-én játszott utoljára a válogatottban egy Brazília elleni 4–1-es vereség alkalmával, Montevideóban. 1972 és 1981 között összesen 53 alkalommal szerepelt a nemzeti csapatban és 9 gólt szerzett.

### Edzőként
Miután befejezte az aktív játékot edzősködésbe kezdett. 1990 és 1998 között a német válogatottnál Berti Vogts segítője volt. 1998-ban egy kis időre a német U21-es válogatottat irányította. Az 1998–1999-es szezonban a Borussia Mönchengladbach vezetőedzője volt. A 2000–2001-es idényben a kuvaiti Al-Kuwait gárdájánál vállalt munkát, majd 2002 és 2005 között a Skócia U21-es csapatánál volt edző.

## Sikerei, díjai
Borussia Mönchengladbach
Bundesliga
- Győztes: 1970–71, 1974–75, 1975–76, 1976–77

BEK
- Második hely: 1976–77

UEFA-kupa
- Győztes: 1974–75

Valencia
Copa del Rey
- Győztes: 1978–79

KEK
- Győztes: 1979–80

NSZK
Európa-bajnokság
- Győztes: 1972
- Győztes: 1980
- Második hely: 1976

Világbajnokság
- Győztes: 1974